# Vrátek

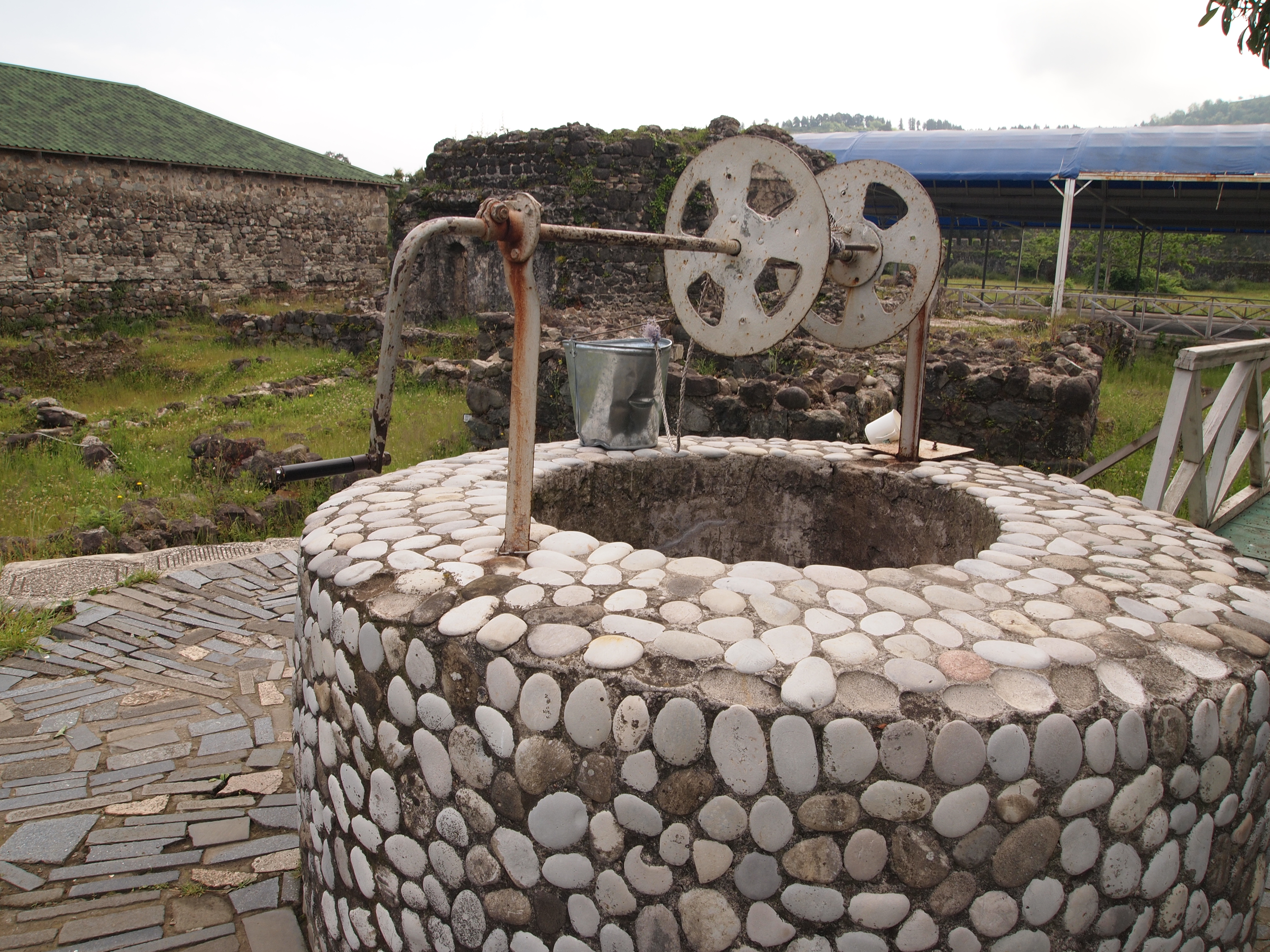
Vrátek ruční

Slovem vrátek označujeme jednoduchý dopravní stroj z kategorie zdvihadel, podobný jeřábu. Je to vlastně strojní naviják určený pro zdvihání břemen. Jeho základní součástí je navíjecí buben poháněný přes převody motorem (zpravidla elektromotorem) a vybavený  mechanickou, hydraulickou nebo elektrickou (popřípadě kombinovanou) brzdou, která zamezuje zpětný pohyb břemene. Nejjednodušším provedením je rumpál s rohatkou a západkou.
Používá se zejména ve stavebnictví, často v kombinaci s kladkou či kladkostrojem. Zpravidla bývá vybaven ocelovým lanem, ale může být také řetězový. Vrátky se používají i na námořních lodích, kde velký řetězový vrátek zdvihá a spouští kotvu upoutanou na mohutném kotevním řetězu.
Vrátek může být konstruován také:
- jakožto pevný pozemní stroj (obvykle ukotvený na zemském povrchu)
- vrátek závěsný, zavěšený na nosné konstrukci (např. na trojnožce) nad stavebním prostorem, kupř. nad stavební jámou apod.

Na rozdíl od jeřábu se vrátky používají pro přepravu menších břemen, své uplatnění nacházejí všude tam, kde je nevhodné nebo nemožné použít jeřáb či nákladní výtah (třeba při kopání studní).
Vrátek s ručním pohonem (ruční vrátek) se od rumpálu liší tím, že je poháněn přes šnekový nebo jiný převod. 

### Se zamezením pohybu zpět
- kolovrátek
- kolovrat
- vratiprst
- zvrat
- úvrať